# ریچارد هارت (کورلر)
ریچارد هارت (انگلیسی: Richard Hart؛ زادهٔ ۱۴ اکتبر ۱۹۶۸) ورزشکار کرلینگ اهل کانادا است.